# Pyramidelloides carinatus
Pyramidelloides carinatus is een slakkensoort uit de familie van de Eulimidae. De wetenschappelijke naam van de soort is voor het eerst geldig gepubliceerd in 1876 door Mörch.